# Sárgahasú csiröge
A sárgahasú csiröge (Gymnomystax mexicanus) a madarak osztályának verébalakúak (Passeriformes) rendjébe, azon belül a csirögefélék (Icteridae) családjába tartozó Gymnomystax nem egyetlen faja.

## Rendszerezése
A fajt Carl von Linné svéd természettudós írta le 1766-ban, az Oriolus nembe Oriolus mexicanus néven.

## Előfordulása
Brazília, Kolumbia, Ecuador, Francia Guyana, Guyana, Peru, Suriname és Venezuela területén honos. A természetes élőhelye szubtrópusi és trópusi cserjések, száraz szavannák, legelők és szántóföldek, valamint szezonálisan elárasztott legelők. Állandó, nem vonuló faj.

## Megjelenése
Testhossza 30 centiméter, testtömege 92 gramm.